# Bayerischer Ligapokal (Regionalliga)
Der Bayerische Ligapokal war ein Turnier innerhalb der Spielzeit 2019–21 der Regionalliga Bayern. Der Wettbewerb wurde am 19. September 2020 eröffnet und am 8. Juni 2021 mit dem Finale beendet. Hintergrund war die COVID-19-Pandemie, aufgrund derer die Saison 2019/20 als Spielzeit 2019–21 bis ins Jahr 2021 verlängert wurde und deren restliche noch auszutragende Partien keinen regelmäßigen Spielbetrieb bis zum Frühjahr 2021 zugelassen hätten.
Der Sieger erhielt einen Startplatz für den DFB-Pokal 2021/22.

## Modus
Die 17 Teilnehmer der Restspielzeit 2019–21 wurden vorab in zwei Vierer- sowie drei Dreiergruppen eingeteilt, die regionale Nähe wurde hierbei berücksichtigt. Ursprünglich sollte in jeder Gruppe mit Hin- und Rückspielen gegeneinander gespielt werden. Am 23. November 2020 wurde jedoch beschlossen, die Gruppenphase mit den Hinspielen zu beenden.
Die 12 besten Mannschaften zogen anhand einer Gesamttabelle in die Finalrunde ein, die fünf schlechtesten Teams hätten hingegen an einer „Trostrunde“ teilnehmen sollen. Durch das Ausscheiden mehrerer Teilnehmer wurden die Spielmodi beider Runden Anfang Mai 2021 angepasst.

## Auswirkungen der COVID-19-Pandemie
Aufgrund der weiterhin präsenten COVID-19-Pandemielage wurde die Gruppenphase im Herbst 2020 vorzeitig beendet, seitdem ruhte der Spielbetrieb. Anfang Mai 2021 gab der BFV bekannt, dass das zuständige Bayerische Staatsministerium des Innern, für Sport und Integration den Ligapokalteinehmern eine entsprechende Sondergenehmigung unter Einhaltung eines vom Verband erarbeiteten Hygienekonzepts zur sofortigen Wiederaufnahme des Mannschaftstrainings und für das Bestreiten der Ligapokal-Spiele erteilt hatte. Die Rückmeldefrist endete am 7. Mai, bis dahin konnte jeder Teilnehmer von seiner weiteren Teilnahme am Ligapokal zurückziehen. Von dieser Möglichkeit machten letztendlich der FC Memmingen, der SV Heimstetten, der TSV 1860 Rosenheim, der FC Augsburg II, der SV Schalding-Heining, die SpVgg Greuther Fürth II, der TSV 1896 Rain, der VfR Garching sowie der 1. FC Nürnberg II Gebrauch – im Wettbewerb verblieben somit Wacker Burghausen, der TSV Buchbach, der VfB Eichstätt, Viktoria Aschaffenburg, die SpVgg Bayreuth, der FV Illertissen, der 1. FC Schweinfurt 05 sowie der TSV Aubstadt.

## Gruppenphase

### Gruppe Nordwest
| Pl.             | Verein                  | Sp. | S | U | N | Tore    | Diff. | Punkte |
| --------------- | ----------------------- | --- | - | - | - | ------- | ----- | ------ |
| 1.              | Viktoria Aschaffenburg  | 3   | 2 | 0 | 1 | 005:300 | +2    | 06     |
| 2.              | 1. FC Schweinfurt 05    | 3   | 1 | 2 | 0 | 004:100 | +3    | 05     |
| 3.              | SpVgg Greuther Fürth II | 3   | 0 | 2 | 1 | 003:400 | −1    | 02     |
| 4.              | TSV Aubstadt            | 3   | 0 | 2 | 1 | 002:600 | −4    | 02     |
| Stand: Endstand |                         |     |   |   |   |         |       |        |

| 1. FC Schweinfurt 05    |     | –   | –   | 0:0 |
| SpVgg Greuther Fürth II | 1:1 |     | 0:1 | –   |
| Viktoria Aschaffenburg  | 0:3 | –   |     | –   |
| TSV Aubstadt            | –   | 2:2 | 0:4 |     |
| Endstand                |     |     |     |     |

### Gruppe Nordost
| Pl.             | Verein            | Sp. | S | U | N | Tore    | Diff. | Punkte |
| --------------- | ----------------- | --- | - | - | - | ------- | ----- | ------ |
| 1.              | VfB Eichstätt     | 2   | 1 | 1 | 0 | 005:300 | +2    | 04     |
| 2.              | SpVgg Bayreuth    | 2   | 1 | 1 | 0 | 003:200 | +1    | 04     |
| 3.              | 1. FC Nürnberg II | 2   | 0 | 0 | 2 | 001:400 | −3    | 0      |
| Stand: Endstand |                   |     |   |   |   |         |       |        |

| 1. FC Nürnberg II |     | – | –   |
| SpVgg Bayreuth    | 1:0 |   | 2:2 |
| VfB Eichstätt     | 3:1 | – |     |
| Endstand          |     |   |     |

### Gruppe Südwest
| Pl.             | Verein         | Sp. | S | U | N | Tore    | Diff. | Punkte |
| --------------- | -------------- | --- | - | - | - | ------- | ----- | ------ |
| 1.              | FV Illertissen | 2   | 1 | 1 | 0 | 008:400 | +4    | 04     |
| 2.              | FC Memmingen   | 2   | 1 | 0 | 1 | 001:400 | −3    | 03     |
| 3.              | TSV 1896 Rain  | 2   | 0 | 1 | 1 | 004:500 | −1    | 01     |
| Stand: Endstand |                |     |   |   |   |         |       |        |

| FC Memmingen   |   | 0:4 | 1:0 |
| FV Illertissen | – |     | 4:4 |
| TSV 1896 Rain  | – | –   |     |
| Endstand       |   |     |     |

### Gruppe Süd
| Pl.             | Verein         | Sp. | S | U | N | Tore    | Diff. | Punkte |
| --------------- | -------------- | --- | - | - | - | ------- | ----- | ------ |
| 1.              | SV Heimstetten | 2   | 1 | 1 | 0 | 003:200 | +1    | 04     |
| 2.              | FC Augsburg II | 2   | 1 | 0 | 1 | 006:100 | +5    | 03     |
| 3.              | VfR Garching   | 2   | 0 | 1 | 1 | 002:800 | −6    | 01     |
| Stand: Endstand |                |     |   |   |   |         |       |        |

| FC Augsburg II |     | – | 6:0 |
| SV Heimstetten | 1:0 |   | 2:2 |
| VfR Garching   | –   | – |     |
| Endstand       |     |   |     |

### Gruppe Südost
| Pl.             | Verein               | Sp. | S | U | N | Tore    | Diff. | Punkte |
| --------------- | -------------------- | --- | - | - | - | ------- | ----- | ------ |
| 1.              | Wacker Burghausen    | 3   | 2 | 0 | 1 | 009:600 | +3    | 06     |
| 2.              | TSV 1860 Rosenheim   | 3   | 1 | 1 | 1 | 006:600 | ±0    | 04     |
| 3.              | TSV Buchbach         | 3   | 1 | 1 | 1 | 004:500 | −1    | 04     |
| 4.              | SV Schalding-Heining | 3   | 1 | 0 | 2 | 004:600 | −2    | 03     |
| Stand: Endstand |                      |     |   |   |   |         |       |        |

| SV Schalding-Heining |     | –   | 3:2 | –   |
| Wacker Burghausen    | 3:1 |     | –   | 4:2 |
| TSV 1860 Rosenheim   | –   | 3:2 |     | –   |
| TSV Buchbach         | 1:0 | –   | 1:1 |     |
| Endstand             |     |     |     |     |

## Finalrunde

### Viertelfinale
Nach dem Ausscheiden von neun Teilnehmern wurde der Modus angepasst. In einer Einfachrunde wurden drei Teilnehmer am Halbfinale ermittelt, für das der FV Illertissen nach Erhalt eines Freiloses bereits qualifiziert war. Die drei unterlegenen Mannschaften nahmen an der Trostrunde teil, für die einzig noch der TSV Aubstadt qualifiziert war.
In Aschaffenburg waren keine Zuschauer zugelassen, in Eichstätt waren hingegen 250, in Burghausen 100 Personen anwesend.
| Datum                   |                        | Ergebnis |                      |
| ----------------------- | ---------------------- | -------- | -------------------- |
| 15. Mai 2021, 14:00 Uhr | Viktoria Aschaffenburg | 1:3      | SpVgg Bayreuth       |
| 25. Mai 2021, 18:30 Uhr | VfB Eichstätt          | 2:0      | 1. FC Schweinfurt 05 |
| 25. Mai 2021, 19:00 Uhr | Wacker Burghausen      | 0:1      | TSV Buchbach         |

### Halbfinale
Die beiden Sieger bestritten das Finale, eine der beiden unterlegenen Mannschaften ist für das Viertelfinale des Toto-Pokals 2020/21 qualifiziert, die andere erhielt ein Freilos für das Halbfinale des Toto-Pokals.
| Datum                   |                | Ergebnis |                |
| ----------------------- | -------------- | -------- | -------------- |
| 30. Mai 2021, 14:00 Uhr | VfB Eichstätt  | 2:1      | TSV Buchbach   |
| 1. Juni 2021, 18:30 Uhr | SpVgg Bayreuth | 2:1      | FV Illertissen |

### Finale
Der Sieger erhielt einen Starterplatz für den DFB-Pokal 2021/22, der unterlegene Teilnehmer nimmt hingegen am Viertelfinale des Toto-Pokals 2020/21 teil.
| Datum                   |               | Ergebnis |                |
| ----------------------- | ------------- | -------- | -------------- |
| 8. Juni 2021, 18:30 Uhr | VfB Eichstätt | 0:3      | SpVgg Bayreuth |

## Trostrunde

### Halbfinale
Hier traten die drei unterlegenen Viertelfinalisten aus der Finalrunde an, der TSV Aubstadt war als letzter verbleibender Trostrundenteilnehmer vorab qualifiziert.
| Datum                   |                      | Ergebnis |                        |
| ----------------------- | -------------------- | -------- | ---------------------- |
| 29. Mai 2021, 14:00 Uhr | Wacker Burghausen    | 2:1      | Viktoria Aschaffenburg |
| 5. Juni 2021, 14:00 Uhr | 1. FC Schweinfurt 05 | 5:2      | TSV Aubstadt           |

### Finale
Der Sieger nimmt am Viertelfinale des Toto-Pokals 2020/21 teil.
| Datum                   |                      | Ergebnis |                   |
| ----------------------- | -------------------- | -------- | ----------------- |
| 8. Juni 2021, 18:30 Uhr | 1. FC Schweinfurt 05 | 1:2      | Wacker Burghausen |